# ظرافت (فیلم)
ظرافت (به انگلیسی: Delicacy) فیلمی محصول سال ۲۰۱۱ و به کارگردانی دیوید فوئنکینوس است. در این فیلم بازیگرانی همچون اودره توتو، فرانسیس دامینز، برونو تودشینی، آریان آسکارید، ژوزفین دی مو، ملانی برنیه، اودره فلورو، پیو مارمای و مونیک شومت ایفای نقش کرده‌اند.